# Porus
Porus sau Poros (din greacă veche Πῶρος, Pôros, în limba sanscrită Paurava पुरु), cunoscut în scrierile românești vechi ca Por-Împărat, a fost un rege indian din antichitate, al cărui teritoriu se întindea între râurile Hidaspes și Acesines, în regiunea Pengeab de pe subcontinentul indian. El este considerat de către autorii scrierilor istorice drept un războinic legendar cu calități excepționale. Porus a luptat împotriva lui Alexandru cel Mare în Bătălia de la Hidaspes (326 î.Hr.), care se crede că s-a desfășurat pe locul actualului oraș Mong, Punjab, aflat acum pe teritoriul statului modern Pakistan. Deși nu este menționată în nicio sursă istorică antică indiană, bătălia a fost descrisă de istoricii antici greci, care au prezentat, de asemenea, urmările ei. După înfrângerea și capturarea lui Porus în război, Alexandru l-a întrebat pe regele indian cum ar dori să fie tratat. Porus, deși învins, era un rege viteaz și orgolios și a cerut să fie tratat ca un rege. Alexandru a fost, se pare, atât de impresionat de inamicul său că nu numai că l-a numit satrap al propriului său regat, ci i-a dat în stăpânire un teritoriu mai vast care se întindea către sud-est până la râul Hyphasis (Beas). Porus a murit cândva între anii 321 și 315 î.Hr.

## Context istoric
Singura informație disponibilă despre Porus provine din sursele istorice în limba greacă veche. Istoricii au presupus că, pornind de la numele său și de la regiunea pe care ar fi stăpânit-o, Porus trebuie să fi fost un descendent al tribului Puru menționat în Rig Veda.
Istoricul indian Ishwari Prasad a menționat că Porus ar fi fost un Yaduvanshi Shurasena. El a susținut că soldații din avangarda lui Porus purtau un stindard al lui Heracle pe care istoricul antic grec Megasthenes — care a călătorit în India după ce Porus a fost înlocuit de Chandragupta — l-a identificat în mod explicit cu cel al lui Shurasena din Mathura. Acest Heracle menționat de Megasthenes și Arrian a fost identificat de către unii cercetători ca fiind Krishna și de alții ca fratele său mai mare Baladeva, ambii fiind zei venerați în regatul Surasena. Iswhari Prashad și alți istorici care au adoptat teoria sa și-au sprijinit concluzia pe supoziția că o parte a locuitorilor din Surasena trebuie să fi migrat spre vest în Punjab și în actualul Afganistan din Mathura și Dvārakā, după ce Krishna a călătorit în ceruri și a fondat acolo noi regate.

## Bătălia de la Hidaspes
Bătălia de la Hidaspes a avut loc pe malul râului Hidaspes, în anul 326 î.Hr., între armata condusă de Alexandru cel Mare și oastea regelui Porus. Bătălia s-a încheiat cu victoria macedoneană. Alexandru a fost foarte impresionat de inamicul său și nu numai că i-a acordat rangul de satrap al propriului său regat, dar i-a dat în stăpânire ținuturile care se întindeau către sud-est până la râul Hyphasis (Beas).

## Asasinarea
După moartea lui Alexandru cel Mare în anul 323 î.Hr., Porus a fost asasinat de către unul dintre generalii lui Alexandru, Eudemus.

## În cultura populară
- Porus este interpretat de Arun Bali în serialul TV Chanakya (1991)[necesită citare]
- Porus apare în serialul de desene animate Reign: The Conqueror (1999)[necesită citare]
- Porus este portretizat de către actorul thailandez Bin Bunluerit în filmul american Alexandru (2004)[necesită citare]
- Porus apare în serialul TV Chandragupta Maurya (2011)[necesită citare]
- Sony TV a lansat în noiembrie 2017 serialul Porus despre Bătălia de la Hidaspes,[15] în care rolul lui Porus este interpretat de Laksh Lalwani.